# Tayla Parx
Tayla Parx (Mesquite vagy Dallas, 1993. szeptember 16. –) amerikai énekesnő, dalszerző, színésznő.

## Pályafutása
Parks kezdetben kisebb szerepeket játszott filmekben és helyi színházakban. 2007-ben Inez Stubbst alakította a „Hairspray” című filmben, valamint szerepeket játszott a „Gilmore Girls” és az „Everybody Hates Chris" című sorozatokban. Szerepelt a „True Jackson” című sorozatban is Shelly szerepében az első évad 19. epizódjában, majd visszatért a második évad 12. epizódjában.
Énekesként is szerepelt a Hairspray című musical filmzenéjében. A 2010-es évek közepén beindult zenei karrierje. Bár saját kiadványai nem kaptak nagy figyelmet, dalszerzőként nagyon sikeres volt más előadók számára. Többek között közreműködött Ariana Grande „Thank U, Next” című, valamint a Panic! at the Disco „High Hopes” című slágereiben, és dalokat írt Jennifer Lopeznek, Alicia Keysnek, Meghan Trainornak, a BTS-nek, Demi Lovato-nak és Christina Aguilerának is.

## Albumok
- 2019: We Need to Talk
- 2020: Coping Mechanisms
- 2024: Many Moons, Many Suns

## Kislemezek
- 2015: Do Not Answer
- 2016: I Love You
- 2016: Bump That
- 2016: Potential
- 2018: Runaway (km.: Khalid)
- 2018: Me vs. Us
- 2018: Slow Dancing
- 2019: I Want You
- 2019: Fight (km.: Florida Georgia Line)
- 2020: Dance Alone

## Filmek

### Film
- Hairspray, R.: Adam Shankman (2007)
- Justice League: Gods and Monsters, R.: Sam Liu (2015)
- Lost & Found, R.: Brittany Hendricks (2019)

### Televízió
- Una mamma per amica (Gilmore Girls) – tévésorozat, 6x18 (2006)
- Tutti odiano Chris (Everybody Hates Chris) – tévésorozat, 2x01 (2006)
- Carpoolers – tévésorozat, 1x01 (2007)
- True Jackson, VP – tévésorozat,  1x19–2x11–3x05 (2009–2010)
- Bones – tévésorozat, 6x08 (2010)
- Victorious – tévésorozat, 3x06 (2012)

- - Tayla Parx az IMDb-n

## Fordítás
- Ez a szócikk részben vagy egészben  a   Taylor Parks című német Wikipédia-szócikk ezen változatának fordításán alapul.  Az eredeti cikk szerkesztőit annak laptörténete sorolja fel. Ez a jelzés csupán a megfogalmazás eredetét és a szerzői jogokat jelzi, nem szolgál a cikkben szereplő információk forrásmegjelöléseként.